# Vizcondado de la Calzada

El vizcondado de la Calzada es un título nobiliario español creado por real cédula el 31 de diciembre de 1630 por el rey Felipe IV de España, ratificada el 16 de febrero de 1637, por haberse perdido la carta de concesión,  a favor de Baltasar de Chaves y Mendoza.
La denominación del título se refiere a la Casa de la Calzada en Trujillo.

## Vizcondes de la Calzada
|                                  | Titular                                                  | Periodo                          |
| Creación por Felipe IV de España | Creación por Felipe IV de España                         | Creación por Felipe IV de España |
| -------------------------------- | -------------------------------------------------------- | -------------------------------- |
| I                                | Baltasar de Chaves y Mendoza                             | 1630-1669                        |
| II                               | Juan de Chaves y Chacón                                  | 1669-1696                        |
| III                              | Joaquín López de Zúñiga y Chaves                         | 1696-1725                        |
| IV                               | Pedro Regalado de Zúñiga y Chaves                        | 1725-¿?                          |
| V                                | Antonio de Zúñiga y Chaves                               | ¿?-1765                          |
| VI                               | María Josefa Chaves-Chacón y Pacheco                     | 1765-1796                        |
| VII                              | María Francisca de Guzmán Portocarrero y López de Zúñiga | 1796-1808                        |
| VIII                             | Eugenio Portocarrero y Palafox                           | 1808-1834                        |
| IX                               | Cipriano de Palafox y Portocarrero                       | 1834-1839                        |
| X                                | María Francisca de Sales Palafox y Kirkpatrick           | 1839-1860                        |
| XI                               | Carlos Fitz-James Stuart y Portocarrero                  | 1860-1901                        |
| XII                              | Jacobo Fitz-James Stuart y Falcó                         | 1902-1953                        |
| XIII                             | Cayetana Fitz-James Stuart y Silva                       | 1954-2014                        |
| XIV                              | Carlos Fitz-James Stuart y Martínez de Irujo             | 2015-                            |

## Historia de los vizcondes de la Calzada
- Baltasar de Chaves Mendoza (m. 1669), I vizconde de la Calzada,[1][2] I conde de Santa Cruz de la Sierra en 1635,[1] regidor perpetuo de Carcagente y caballero de la Orden de Santiago.[2]

Era hijo de Juan de Chaves y Mendoza (m. Madrid, 11 de junio de1640), trece de la Orden de Santiago, oidor de la Real Chancillería de Granada, gobernador de los Consejo de las Órdenes y del Consejo Real de Castilla y señor de Mangada, Mohevillas y la Casa de la Calzada en Trujillo, y de su esposa María Paulina Pacheco de Chaves.
Casó con Mariana de Velasco y Osorio (m. 21 de febrero de 1702), V marquesa de Salinas del Río Pisuerga.  Sin descendencia, sucedió su sobrino, hijo de su hermano, Melchor de Chaves y Mendoza, y de Isabel Chacón y Mendoza, IV condesa de Casarrubios del Monte.
- Juan de Chaves Chacón (m. Madrid, 29 de marzo de 1696), II vizconde de la Calzada,[4] V conde de Casarrubios del Monte,[6] II conde de Santa Cruz de la Sierra[4] y presidente de la Casa de la Contratación.

Casó, el 10 de octubre de 1669, en el Palacio Real de Madrid, con Ana María de Zúñiga Avellaneda y Bazán (m. 6 de octubre de 1700), X marquesa de La Bañeza, XI vizcondesa de los Palacios de la Valduerna, XI condesa de Miranda del Castañar, VII duquesa de Peñaranda de Duero, tres veces grande de España, VII marquesa de Valdunquillo y VIII marquesa de Mirallo.
- Joaquín López de Zúñiga y Chaves (Madrid, 20 de julio de 1670-28 de diciembre de 1725), III vizconde de la Calzada,[8] XI marqués de La Bañeza,[8] XII vizconde de los Palacios de la Valduerna, XII conde de Miranda del Castañar,[6] VIII duque de Peñaranda de Duero,[7] dos veces grande de España, VIII marqués de Valdunquillo, IX marqués de Mirallo, VI conde de Casarrubios del Monte y III conde de Santa Cruz de la Sierra.[8]

Casó en primeras nupcias, el 27 de enero de 1695, con Isabel Rosa de Ayala Zúñiga y Fonseca (m. 1717) y en segundas nupcias, alrededor de 1720, con Manuela Cardeña Aguilera. Sucedió su hijo del primer matrimonio:
- Pedro Regalado de Zúñiga y Chaves, IV vizconde de la Calzada[8] y XII marqués de La Bañeza.[8]

Falleció sin descendencia antes que su padre. Sucedió su hermano:
- Antonio de Zúñiga y Chaves (Madrid, 20 de junio de 1698-Madrid, 28 de agosto de 1765), V vizconde de la Calzada,[8] XIII marqués de La Bañeza,[8] XIII vizconde de los Palacios de Valduerna,[8] XIII conde de Miranda del Castañar,[6] IX duque de Peñaranda de Duero,[7] dos veces grande de España, IX marqués de Valdunquillo, X marqués de Mirallo, VII conde de Casarrubios del Monte y IV conde de Santa Cruz de la Sierra.[8]

Casó, el 10 de noviembre de 1726, con María Teresa Pacheco Téllez-Girón y Toledo (m. 1755). Sucedió su hija a quien cedió el título:
- María Josefa Chaves-Chacón y Pacheco (Madrid, 25 de abril de 1733-Madrid, 7 de diciembre de 1796), VI vizcondesa de la Calzada.[8]

Casó, el 2 de abril de 1747, con Cristóbal Pedro Portocarrero y Guzmán, VI marqués de Valderrábano. Sucedió su hija:
- María Francisca de Guzmán Portocarrero y López de Zúñiga (Madrid, 10 de junio de 1754-Logroño, 15 de abril de 1808), VII vizcondesa de la Calzada,[8] VI condesa de Montijo, IX condesa de Baños, dos veces grande de España, VII marquesa de Valderrábano, V condesa de Fuentidueña, XI marquesa de la Algaba, VI marquesa de Osera, V marquesa de Castañeda, XVI condesa de Teba, XV marquesa de Ardales, VI condesa de Ablitas, y XV señora de la baronía de Quinto.[8]

Casó, en Madrid el 8 de noviembre de 1768, con Felipe Antonio de Palafox Centurión Croy D'Havrè y Lacarra. Sucedió su hijo:
- Eugenio Portocarrero y Palafox (12 de febrero de 1773-18 de julio de 1834), VIII vizconde de la Calzada,[10] XVII marqués de La Bañeza,[10] XVI vizconde de los Palacios de la Valduerna,[10] XVI conde de Miranda del Castañar,[11] XII duque de Peñaranda de Duero,[7] VII conde de Montijo,[12] tres veces grande de España, XII marqués de Valdunquillo, XIII marqués de Mirallo, X conde de Casarrubios del Monte, VII conde de Santa Cruz de la Sierra, XVI marqués de Moya, XXX conde de San Esteban de Gormaz, VIII marqués de Valderrábano, VI conde de Fuentidueña, XII marqués de la Algaba, VII marqués de Osera, VI marqués de Castañeda, X conde de Baños, XVII conde de Teba, XVI marqués de Ardales y VII conde de Ablitas.

Casó en 1792 con María Ignacia Idiáquez y Carvajal. Sin descendencia, sucedió su hermano:

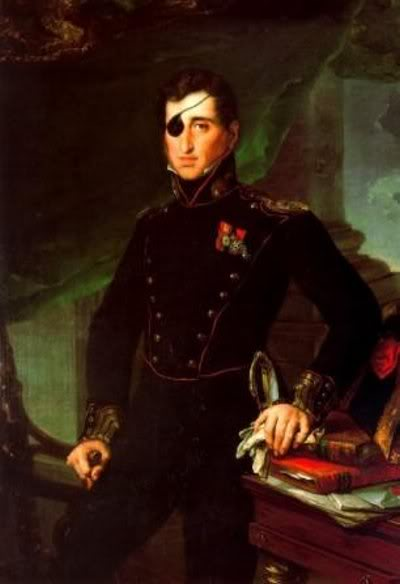
XVIII marqués de La Bañeza

- Cipriano Portocarrero y Palafox (m. 15 de marzo de 1839), IX vizconde de la Calzada,[13] XVIII marqués de La Bañeza, XVII vizconde de los Palacios de la Valduerna, XVII conde de Miranda del Castañar, VIII conde de Montijo,[12] XIII duque de Peñaranda de Duero,[7]  VII marqués de Castañeda, XI conde de Baños,[12] cinco veces grande de España, XIII marqués de Valdunquillo, XIV marqués de Mirallo, XI conde de Casarrubios del Monte, VIII conde de Santa Cruz de la Sierra, XVII marqués de Moya, XXI conde de San Esteban de Gormaz, IX marqués de Valderrábano, VII conde de Fuentidueña, XII marqués de la Algaba, VIII marqués de Osera, VIII conde de Ablitas, X marqués de Fuente el Sol XVIII conde de Teba, XVII marqués de Ardales, X conde de Mora, prócer del reino y senador por Badajoz.[13]

Contrajo matrimonio el 15 de diciembre de 1817 con María Manuela Kirkpatrick y Grevignée (m. 1879). Sucedió su hija:

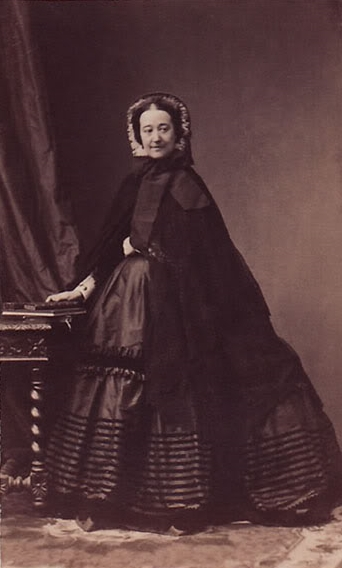
XIX Marquesa de La Bañeza

- María Francisca Portocarrero y Kirkpatrick, (m. 16 de septiembre de 1860), X vizcondesa de la Calzada,[13] XIX marquesa de La Bañeza, XVIII vizcondesa de los Palacios de la Valduerna,[13] XVIII condesa de Miranda del Castañar,[11] XIV duquesa de Peñaranda de Duero,[7] IX condesa de Montijo,[12] VIII marquesa de Castañeda, cuatro veces grande de España, XI condesa de Mora, XIV marquesa de Valdunquillo, XV marquesa de Mirallo, X marquesa de Valderrábano, XIII marquesa de la Algaba, XIII condesa de Casarrubio del Monte, XXII condesa de San Esteban de Gormaz, VIII condesa de Fuentidueña, XVI marquesa de Villanueva del Fresno y XVI marquesa de Barcarrota.[13]

Casó el 14 de febrero de 1844 con Jacobo Fitz-James Stuart y Ventimiglia, XV duque de Alba.
- Carlos Fitz-James Stuart y Portocarrero (Madrid, 4 de diciembre de 1849-Nueva York, 15 de octubre de 1901), XI vizconde de la Calzada,[14] XV duque de Peñaranda de Duero,[7] XIX conde de Miranda del Castañar,[11] XVI duque de Alba,[15] X conde de Montijo,[12] senador y caballero del Toisón de Oro.[15]

Casó, en Madrid, el 10 de diciembre de 1877, con María Rosario Falcó y Osorio (m. 1904), XXI condesa de Siruela. Sucedió su hijo:
- Jacobo Fitz-James Stuart y Falcó (Madrid, 17 de octubre de 1878-Lausana, 24 de septiembre de 1953), XII vizconde de la Calzada,[16] XX conde de Miranda del Castañar,[11] XVII duque de Alba,[15] etc., ministro de estado e Instrucción Pública, director de la Real Academia de la Historia, embajador en Londres y caballero del Toisón de Oro.[15]

Casó el 7 de octubre de 1920 con María del Rosario de Silva y Gurtubay. Sucedió su hija en 1954:
- Cayetana Fitz-James Stuart (Madrid, 28 de marzo de 1926-Sevilla, 20 de noviembre de 2014), XIII vizcondesa de la Calzada,[16] XXI condesa de Miranda del Castañar,[11] XVIII duquesa de Alba, etc.

Casada en primeras nupcias con Luis Martínez de Irujo y Artázcoz (1919-1972). En segundas nupcias se casó con Jesús Aguirre y Ortiz de Zárate (1934-2001). Contrajo un tercer matrimonio con Alfonso Díez Carabantes (n. 1950).  Sucedió su hijo del primer matrimonio:
- Carlos Fitz-James Stuart y Martínez de Irujo (n. Madrid, 2 de octubre de 1948), XIV vizconde de la Calzada,[18] XXII conde de Miranda del Castañar,[11] XIX duque de Alba, etc.

Casó el 18 de junio de 1988 con Matilde de Solís-Beaumont y Martínez Campos, padres de Fernando Fitz-James Stuart y Solís y Carlos Fitz-James Stuart y Solís.